# 傷病手当金
傷病手当金（しょうびょうてあてきん）とは、健康保険法等を根拠に、公的医療保険（健康保険・国民健康保険・船員保険・各種共済組合等）の被保険者が疾病または負傷により業務に就くことが出来ない場合に、療養中の生活保障として保険者（全国健康保険協会・健康保険組合等）から行われる給付（金銭給付）である。雇用保険の傷病手当とは名称がよく似ているが、全く異なる制度である。以下では特に記さない限り、健康保険における制度について述べる。
健康保険・船員保険においては傷病手当金は絶対的必要給付（要件を満たしたときは保険者は必ず支給しなければならない）であるが、国民健康保険・後期高齢者医療制度では任意給付（条例または規約の定めるところにより行うことができる）となっている。
- 健康保険法について、以下では条数のみ記す。

## 給付要件
以下のすべての要件を満たした被保険者に支給される（第99条1項）。
1. 業務外の事由による傷病であること。
  - 業務または通勤を原因とする疾病、負傷については労働者災害補償保険（労災保険）が適用となり、健康保険は傷病手当金を含め一切適用できない（健康保険は業務外の傷病を対象とする）。
  - 被保険者が5人未満である小規模な適用事業所に所属する法人の代表者であって一般の労働者と著しく異ならないような労務に従事している者については業務上の事由による疾病等であっても健康保険による保険給付の対象とされる（第53条の2）。従来、当面の暫定措置とされていて（平成15年7月1日保発0701002号）、さらに傷病手当金は本措置の対象外であるため支給しないとされてきたが、平成25年の法改正により第53条の2が追加され前述の通知が廃止されたことで、このような場合でも傷病手当金が支給されることとなった。
2. 療養中であること。
  - 健康保険で診療を受けることができる範囲内の療養であれば、実際に保険給付として受けた療養でなくてもよく、自費での診療や、自宅での静養でも支給される（昭和2年2月26日保発345号、昭和3年9月11日事発1811号）。ただし、日雇特例被保険者の場合は、労務不能となった際にその原因となった傷病について療養の給付等を受けていなければならない（第135条1項）。
3. 労務に服することができないこと
  - 被保険者（任意継続被保険者・特例退職被保険者を除く）が疾病や負傷により業務に従事できないことを指す。必ずしも医学的基準によらず、その被保険者の従事する業務の種別を考え、その本来の業務に堪えうるか否かを標準として社会通念に基づき認定する（昭和31年1月19日保文発第340号）。つまり、現実に労働不能の体調でなくても、その被保険者が従事している労務に就労できない状態になっていればよい。具体的には、以下のような事例の場合は支給される。
    1. 休業中に家事の副業に従事しても、その傷病の状態が勤務する事業所における労務不能の程度である場合（昭和3年12月27日保規3176号）。
    2. 傷病が休業を要する程度のものでなくとも被保険者の住所が診療所より遠く、通院のため事実上労務に服せない場合（昭和2年5月10日保理2211号）。
    3. 現在労務に服しても差支えない者であっても、療養上その症状が休業を要する場合（昭和8年2月18日保規35号）。
    4. 病原体保有者が隔離収容されたため労務不能である場合（昭和29年10月25日保険発261号）。かつては「発病を認められない限り保険事故たる疾病の範囲に属しないので傷病手当金は支給しない」（昭和11年保規178号）との取り扱いとなっていたが、病原体保有者に対する法の適用に関しては、原則として病原体の撲滅に関し特に療養の必要があると認められる場合は、自覚症状の有無にかかわらず伝染病の病原体を保有することをもって保険事故たる疾病と解するものである。
    5. 本来の職場における労務に対する代替的性格を持たない副業ないし内職等の労務に従事したり、あるいは傷病手当金の支給があるまでの間、一時的に軽微な他の労務に服することにより賃金を得るような場合（平成15年2月25日保保発0225007号）。報酬を得ていることを理由に直ちに労務不能でない旨の認定をすることなく、労務内容との関連におけるその報酬額等を十分検討のうえ労務不能に該当するかどうかの判断をする。

  - 一方、以下のような事例の場合は支給は認められない。
    1. 医師の指示又は許可のもとに半日出勤し、従前の業務に服する場合（昭和32年1月19日保文発340号）
    2. 就業時間を短縮せず、配置転換により同一事業所内で従前に比しやや軽い労働に服する場合（昭和29年12月9日保文発14236号）
    3. 労働安全衛生法の規定により伝染の恐れがある保菌者に対し事業主が休業を命じた場合で、その症状から労務不能と認められない場合（昭和25年2月15日保文発320号）
    4. 療養の給付をなさないこととした疾病等（美容整形手術等）について被保険者が自費で手術を施し、そのため労務不能となった場合（昭和4年6月29日保理1704号）
    5. 負傷のため廃疾となり、その負傷につき療養の必要がなくなったとき（昭和3年10月11日保理3480号）。労務不能であっても療養のための労務不能ではないので支給しない。
4. 休業期間が3日間を超えるとき。
  - 連続する最初の3日間は待期として傷病手当金は支給されない。例えば「休休休休」の場合は待期完成であるが、「休出休休」は待期は完成していない（昭和32年1月31日保発2号の2）。この3日間に公休日や祝祭日、年次有給休暇取得日が含まれていてもよく、また報酬を受けていたとしても、待期は3日間で完成する（昭和2年2月5日保理659号、昭和26年2月20日保文発419号）。
  - 待期は、就業時間中に労務不能となった場合はその日から、就業時間終了後に労務不能となったときはその翌日から起算する（昭和28年1月9日保文発69号）。就業時間が午前0時をはさんで2日にわたる場合は、暦日によって判断し、労務不能となったその日から起算する（昭和4年12月7日保規488号）。
  - 待期は、同一の傷病について1回完成させれば足りる。したがって、待期を完成し傷病手当金を受給した後に、いったん労務に服したものの、再び同一傷病について労務不能となった場合には再び待期を完成させる必要はない（昭和2年3月11日保理1085号）。
  - 連続3日間労務不能で第4日目に労務に服し、第5日目以後再び労務不能となったときは、療養のため労務に服することのできない状態が同一傷病につき3日間連続していれば、すでに待期は完成したものとして取り扱われる。 したがって、「休休休休出休」「休休休出休」の何れの場合でも待期はすでに完成しており、前者の場合は第4日目、後者の場合は第5日目から支給を行う（昭和32年1月31日保発2号の2）。
  - 船員保険の場合は、3日間の待期要件は不要である[注釈 1]。したがって、休業初日から傷病手当金が支給される。
5. 日雇特例被保険者においては、保険料納付要件を満たすこと。
  - 日雇特例被保険者が傷病手当金の支給を受けるためには、その疾病又は負傷について、初めて療養の給付を受ける日の属する月の前2月間に通算して26日分以上又は前6か月間に通算して78日分以上の保険料が、その日雇特例被保険者について納付されていなければならない（第135条1項）。

被保険者資格取得前の傷病であっても、資格取得後の療養について上記の要件を満たしたときは、傷病手当金は支給される（昭和26年5月1日保文発1346号）。事業主の保険料未納を理由として被保険者が傷病手当金を受けられないことはない（昭和25年3月9日保文発535号）。なお被扶養者に対しては傷病手当金は支給されない。

## 支給額・支給期間
2016年（平成28年）4月1日支給分より、1日につき、「傷病手当金の支給を始める日の属する月以前の直近の継続した12か月間の各月の標準報酬月額を平均した額の30分の1に相当する額（10円未満四捨五入）の3分の2に相当する額」（1円未満の端数を四捨五入）とされる。被扶養者の有無で額に変わりない。ただし標準報酬月額が定められている月が12か月に満たない場合は次のいずれか少ない額の3分の2に相当する額とされる（第99条2項）。
- 傷病手当金の支給を始める日の属する月以前の直近の継続した各月の標準報酬月額を平均した額の30分の1に相当する額
- 傷病手当金の支給を始める日の属する年度の前年度の9月30日における全被保険者の同月の標準報酬月額を平均した額を標準報酬月額の基礎となる報酬月額とみなしたときの標準報酬月額の30分の1に相当する額[注釈 2]

標準報酬月額は、被保険者が現に属する保険者等によって定められたものに限り、転職等で保険者が変わっている場合は従前の保険者等による標準報酬月額は算定の対象とならない。受給中に保険者を異動し同一の傷病について新たに加入した保険者から傷病手当金の支給を受ける場合、当該新たに加入した保険者において再度傷病手当金の額を算定し直す。同一の保険者で同一の傷病に関し、一度傷病手当金の額が決定すれば、その金額で固定され、その後定時決定等で標準報酬月額が変更されても、傷病手当金の金額は変更されない。なお直近の継続した12か月以内において被保険者の所属していた健康保険組合に合併・分割・解散があった場合は、当該事象が発生する前に定められた標準報酬月額は平均の算定に加えてよい。
健康保険組合の場合、付加給付として（第53条）、規約で定めるところにより、支給額の上乗せや支給期間の延長がなされる場合がある。
日雇特例被保険者の場合は、保険料納付期間において保険料が納付された日に係るその者の標準賃金日額の各月ごとの合算額のうち最大のものの45分の1に相当する額となる（第135条2項）。
同一の傷病事由についての支給期間は、現実の支給開始日から起算して、通算1年6か月である（第99条4項）。途中でいったん労務に服した後に再度同一の傷病により休業した場合、従来は支給期間の延長はされない扱いとなっていた（支給開始日から暦日で1年6か月経過した場合、支給日数が1年6か月に満たない場合であっても支給は終了した）が、2022年1月の改正法施行により、支給日数が1年6か月に至るまで通算される扱いに変更となった。受給中に保険者間の異動があっても、前後を通算して1年6か月となる。傷病手当金の支給を受けている被保険者が、監獄・労役場その他これらに準ずる施設に拘禁されたとき（給付制限を受けたとき）も、その期間は1年6か月の期間内に包合する（昭和4年7月10日事発1175号、昭和5年8月26日保規451号）。なお、日雇特例被保険者の場合は支給期間は6か月（結核性疾病の場合は1年6か月）となり（第135条3項）、船員保険の場合は3年となる（船員保険法第69条3項）。事業所の公休日についても傷病手当金は支給される（昭和2年2月5日保理659号）。支給を受けている被保険者が死亡した場合、死亡当日までは傷病手当金が支給される。
「支給を始める日」とは、実際に傷病手当金の支給を始める日を指す。一般的には先に年次有給休暇を取得して（賃金が100%保障されるため）、それでもなお休業が続く場合に傷病手当金の受給を始めることになるので、「支給を始める日」は年次有給休暇を取得し終わった翌日（年次有給休暇を取得しなかった場合や、取得日数が2日以下の場合は、待期満了の翌日）となる。また報酬との調整（後述）により傷病手当金の支給が停止されている場合は、報酬が支給停止または減額支給により傷病手当金の額が少なくなった日が「支給を始める日」となる（昭和25年3月14日保文発571号、昭和26年1月24日保文発162号）。なお待期満了時に傷病手当金が支給されない場合、「支給を始める日」に改めて平均標準報酬月額を算定し直して傷病手当金の額を決定する。
傷病手当金を受給中に、別の傷病によりこれについても療養のため労務不能の状態となった場合、後発の傷病により労務不能となった日から起算して4日目から後発の傷病による傷病手当金が支給されるので、結果的には後発の傷病手当金が支給終了するまで支給期間が延長される（昭和26年6月9日保文発1900号、昭和26年7月13日保文発2349号）。ただしこの場合、二重に傷病手当金が支給されるのではなく、前後の傷病手当金のうちいずれか額の多いほうが支給される。
なお、傷病手当金を受給しているからといって、被保険者の保険料負担が免除されるわけではない。傷病手当金自体は、健康保険法でいう「報酬」には該当しないため、傷病手当金から保険料を控除することは認められない。

## 継続給付の要件
退職などにより被保険者の資格を喪失した場合でも、その前日（退職の当日）まで1年以上継続して被保険者の資格を有しており、傷病手当金の給付要件を満たしていれば、引き続き傷病手当金の給付を受けることができる（第104条）。受給手続きは在職時の場合と同様であるが、事業主の証明は不要である（昭和2年2月15日保理658号）。
前記の給付要件に準じるほか、次の要件がある。
1. 退職の当日まで1年以上継続して被保険者の資格を有していること（任意継続中の期間は含まれない）。
この場合は必ずしも同一の保険者でなくてもよく、また資格の得喪があっても1日の空白もなく被保険者資格が連続していればよい（附則第3条6項）。
任意継続被保険者となる場合の要件と異なり、この場合は任意適用事業所の取消による資格喪失も含まれる。
船員保険の場合は、「1年以上継続して」が「1年間に3か月以上、また3年間に1年以上の強制被保険者だった者」となる（船員保険法第69条6項）。
2. 資格喪失時に傷病手当金の支給を受けている、又は受けうる状態にある者（報酬との調整のために支給が停止されている場合を含む）。
休み始めて3日目に退職した場合、待期は完成するが「支給を受けうる状態」とはならないため、継続給付を受けることはできない（昭和2年9月9日保理3289号、昭和32年1月31日保発2号）。
退職日まで年次有給休暇扱いで報酬の全額が支給され傷病手当金が支給されていない場合、「支給を受けうる状態」と取扱い、継続給付を受けることができる（昭和5年4月24日保規270号、昭和32年1月31日保発2号）。
3. 在職中、退職日、退職後のいずれも疾病や負傷により業務に従事できないこと。
退職日当日に出勤の事実がある場合（労務不能と認められない場合）、退職後の傷病手当金給付は受けられない。例え職場への挨拶目的、私物整理、会社関係者との面談だけであっても出勤とされる場合には、給付が受けられないことになる。
退職後の「労務不能」とは、事業場において従事した当時の労務に服することができないのと同程度のものをいう（昭和2年4月27日保理発1857号）。
4. 支給の除斥期間（暦日で1年6か月経過）を過ぎていないこと。
資格喪失後の傷病手当金は、資格喪失前後を通算して法定の支給期間が終了するまでの期間支給される。なお、被保険者期間中とは異なり、断続しては受けられないので、いったん支給が打ち切られると、1年6か月の期間中であっても支給が復活することは無い（昭和26年5月1日保文発1346号）。また、請求手続を行わなかったために権利の一部が時効で消滅した場合、まだ時効の成立していない残余の期間についても支給されない。

傷病手当金は原則として任意継続被保険者には支給されないが、上記の要件を満たす者が任意継続被保険者となった場合には支給される。なお、同一の健保の任意継続被保険者でないと給付しないとする健保組合も一部に存在する。退職後の給付には付加給付が付かないか、または任意継続被保険者であることを要件とする組合もある。また、特例退職被保険者は上記の要件を満たしても傷病手当金は支給されない（附則第3条5項）。なお船員保険の場合は疾病任意継続被保険者（健康保険における任意継続被保険者に相当）又は疾病任意継続被保険者であった者に対しても傷病手当金は支給されるが、当該被保険者の資格を取得した日から起算して1年以上経過したときに発した傷病については傷病手当金の支給は行わない（船員保険法第69条4項）。
健康保険の被保険者であった者が船員保険の被保険者となったときは、船員保険から給付が行われるので健康保険からは傷病手当金の継続給付は受けることはできず、また選択の余地もない（第107条）。

## 併給調整・他法との調整
- 同一の疾病、負傷について労災保険または公務災害から傷病手当金に相当する給付を受けることができる場合、傷病手当金はその全額が支給されない（第55条1項）。
- 休業期間中に傷病手当金の金額以上の報酬（控除前の総支給額。昭和24年12月26日保文発2478号）を得た場合は支給されず、傷病手当金の金額未満の報酬を得た場合は差額支給となる（第108条1項）。なお被保険者期間中に老齢年金を受給しても調整は行われない。
  - これは欠勤した日に報酬の全部又は一部が支給される場合の調整規定であり、出勤すればそもそも「労務不能」とならないので支給されない。
  - 何等の成文もなく、ただ慣例として事業主の意思により私傷病の場合においても金銭を給付し、名目を休業手当、休業扶助料、見舞金等と称しているものは単に病気見舞であり報酬と認められず第108条の適用はない（昭和10年4月20日保規123号）。見舞金その他名称の如何を問わず、就業規則又は労働協約等に基き、報酬支払の目的を以って支給されたと看做されるものであってその支払事由の発生以後引き続き支給されるものは第108条の「報酬」に該当する。（昭和25年2月22日保文発第367号）。当該支給期間以前に支給された通勤定期券の購入費であっても、支給期間に係るものは調整の対象となる。
- 同一の傷病により障害厚生年金（障害基礎年金との合算）を受ける場合、原則として傷病手当金は支給されず、障害厚生年金の額の360分の1の額が傷病手当金の金額より少ない場合は差額支給が行われる（第108条3項）。障害手当金を受ける場合には、障害手当金の支給を受けることになった日からその者がその日以後に傷病手当金の支給を受けるとした場合の合計額が障害手当金の額に達するに至る日までの間傷病手当金は支給されず、合計額が障害手当金の額を超える場合で政令で定める場合は差額支給が行われる（第108条4項）。
  - 同一の傷病により障害基礎年金のみ支給される場合は、傷病手当金は同時に支給される。また同一の傷病によらない障害厚生年金と傷病手当金は、同時に受給できる。
- 第108条1～4項に該当する者が、疾病にかかり、負傷した場合において、その受けることができるはずであった報酬の全部又は一部につき、その全額を受けることができなかったときは傷病手当金の全額、その一部を受けることができなかった場合においてその受けた額が傷病手当金の額より少ないときはその額と傷病手当金又は出産手当金との差額を支給する（第109条1項）。なお、第109条1項の規定に基づき保険者が支給した保険給付は、立替払い的性質のものであるので、保険者は事業主から支給した額を徴収する（第109条2項）。
- 継続給付の受給時に老齢厚生年金や老齢基礎年金もしくは退職共済年金を受給することができる場合には、原則として傷病手当金は支給されず、老齢年金等の額の360分の1の額が傷病手当金の金額より少ない場合は差額支給が行われる（第108条5項）。
  - この場合、老齢年金は全額支給される。
- 労災保険から休業補償給付を受けている健康保険の被保険者が、業務外の事由による傷病により労務不能となった場合、休業補償給付の額が傷病手当金の額に達しないときにおけるその差額部分に係るものを除き、傷病手当金は支給されない（昭和33年7月8日保険発95号）。つまり、いわゆる業務上外の併給は行わない。
- 出産手当金と傷病手当金を同時に受けることができる場合、出産手当金が優先して支給され、傷病手当金はその期間支給されず、出産手当金の額が傷病手当金の額より少ないとき[注釈 3]は、傷病手当金はその差額が支給される（第103条1項）。もし出産手当金を支給すべき場合において傷病手当金が支払われたとき（差額分を除く）は、その支払われた傷病手当金は、出産手当金の内払いとみなされる（第103条2項）。
  - 傷病手当金の支給を受ける中途において出産手当金の支給を受けたため、傷病手当金の支給を受けることができなかった場合でも、傷病手当金の支給は、その支給開始の日から1年6か月で打ち切られる（昭和4年6月21日保理1818号）。
- 継続給付の傷病手当金を受給している場合、雇用保険の傷病手当は支給されない。
  - 雇用保険の基本手当を受給した場合、「労働の意思及び能力があった」という認定が公共職業安定所でなされたのであって、労務不能を支給要件とする傷病手当金の支給は受けられない。一時的労務不能（15日未満）と公共職業安定所が認定して基本手当を支給したのであれば、離職前から現在まで療養のため労務不能でかつ療養の給付をひきつづき受けている旨証明して、基本手当を返納し、改めて傷病手当金の支給を申請しなければならない（昭和29年3月4日保文発2864号）。
- 傷病手当金の支給要件に該当する者が介護休業期間中である場合、傷病手当金は支給される（平成11年3月31日保険発46号、庁保険発9号）。ただし休業期間中に介護休業手当等の名目で報酬と認められるものが支給された場合は、傷病手当金の支給額について調整が行われる。
- 保険者は、偽りその他の不正行為により保険給付を受け、又は受けようとしたものに対して、6か月以内の期間を定め、その者に支給すべき傷病手当金の全部または一部を支給しない旨の決定をすることができる。ただし、偽りその他不正行為があった日から1年を経過したときは、当該給付制限は行えない（第120条）。

## 申請手続き
傷病手当金の支給を受けようとする者は、次に掲げる事項を記載した申請書を保険者に提出しなければならない（施行規則第84条1項）。
1. 被保険者証の記号及び番号又は個人番号
2. 被保険者の業務の種別
3. 傷病名及びその原因並びに発病又は負傷の年月日
4. 労務に服することができなかった期間
5. 被保険者が報酬の全部又は一部を受けることができるときは、その報酬の額及び期間
6. 傷病手当金が第108条3項但書又は4項但書の規定によるものであるときは、障害厚生年金又は障害手当金の別、その額（当該障害厚生年金と同一の支給事由に基づき障害基礎年金の支給を受けることができるときは、当該障害厚生年金の額と当該障害基礎年金の額との合算額）、支給事由である傷病名、障害厚生年金又は障害手当金を受けることとなった年月日（当該障害厚生年金と同一の支給事由に基づき障害基礎年金の支給を受けることができるときは、当該障害厚生年金を受けることとなった年月日及び当該障害基礎年金を受けることとなった年月日）並びに障害厚生年金を受けるべき場合においては、個人番号又は基礎年金番号及び当該障害厚生年金（当該障害厚生年金と同一の支給事由に基づき障害基礎年金の支給を受けることができるときは、当該障害厚生年金及び当該障害基礎年金）の年金証書の年金コード
7. 傷病手当金が第108条5項但書の規定によるものであるときは、同項に規定する老齢退職年金給付の名称、その額、当該老齢退職年金給付を受けることとなった年月日、個人番号又は基礎年金番号及びその年金証書若しくはこれに準ずる書類の年金コード若しくは記号番号若しくは番号
8. 傷病手当金が第109条の規定によるものであるときは、受けることができるはずであった報酬の額及び期間、受けることができなかった報酬の額及び期間、第108条1項但書、3項但書又は4項但書の規定により受けた傷病手当金の額並びに報酬を受けることができなかった理由
9. 労務に服することができなかった期間中に介護保険法の規定による居宅介護サービス費に係る指定居宅サービス、特例居宅介護サービス費に係る居宅サービス若しくはこれに相当するサービス、地域密着型介護サービス費に係る指定地域密着型サービス、特例地域密着型介護サービス費に係る地域密着型サービス若しくはこれに相当するサービス、施設介護サービス費に係る指定施設サービス等、特例施設介護サービス費に係る施設サービス、介護予防サービス費に係る指定介護予防サービス又は特例介護予防サービス費に係る介護予防サービス若しくはこれに相当するサービスを受けたときは、同法に規定する被保険者証の保険者番号、被保険者番号及び保険者の名称

この申請書には、次に掲げる書類を添付しなければならない。これらの書類が外国語で作成されたものであるときは、その書類に日本語の翻訳文を添付しなければならない（施行規則第84条2～8項）。
- 被保険者の疾病又は負傷の発生した年月日、原因、主症状、経過の概要及び上記4.の期間に関する医師又は歯科医師の意見書（これを証する医師又は歯科医師において診断年月日を記載し、記名及び押印をしなければならない）[注釈 4][注釈 5]
  - 一般的な医師の診断書と異なり、申請書に添付する医師意見書の交付は保険給付の対象となる（「療養の給付」に該当する。昭和60年3月29日保険発27号）[注釈 6]。
  - 請求書には、労務不能期間に関する医師の証明書を添付すべきものではなくて、意見書を添付すべきものであり、従って、医師が実際に診療していない期間についても、医師が被保険者の既往の状態を推測して表示した意見書は傷病手当金を支給して差し支えない。ただし、保険者が、被保険者が労務不能の状態にあったことを認めなければ傷病手当金を支給する必要はない（昭和4年2月21日保理388号）。これは、支給の最終的な決定権者は保険者であり、保険者が医師の意見書と異なる取扱いをすることを容認しているということである。もっとも実務上は、医師が医学的根拠をもって記載した意見書を保険者が覆すということは、他の書類との整合性が取れない等の事情でもない限り稀である。
  - 意見書の内容が不明瞭で休業の必要程度が判別できない場合、保険者は保険医に対し説明・報告を求めることはできるが、保険医の意に反して意見書に必要事項を記入するよう命ずることはできない。意見書の内容が不明瞭である点を被保険者に指示し当該被保険者をして保険医に意見書の書き換えを求めることは差し支えない（昭和3年10月9日保理2677号）。
  - 複数の医師で見解が異なる場合（保険医Aは就労可能とし、保険医Bは就労不能と判断した場合）、保険者が労務不能と認めるのでなければ支給すべきものではない（昭和8年2月18日保規35号）。特に、被保険者の主治医と、被保険者の勤務する事業場内の産業医[注釈 7]とで見解が異なる場合に問題となる。被保険者が、主治医から労務不能であることについての意見が得られなかった場合、当該医師とは別の産業医に対し、労働者としての立場で就業についての意見を求め、意見を求められた当該産業医が任意に作成した書類を保険者に提出することは差し支えない。この場合、医師等の意見書には、労務不能と認められない疾病又は負傷に係る意見の記載を求めることとされる。また、このような場合、保険者が、被保険者本人の同意を得た上で、当該産業医の意見を聴くことも差し支えない。保険者においては、これらの書類の提出を受けた場合等には、双方の意見を参酌し、適切な判断をされたい。なお、厚生労働省「心の健康問題により休業した労働者の職場復帰支援の手引き」（平成16年10月、改訂平成21年3月）においては、主治医と産業医の連携が重要とされ、「主治医による職場復帰可能の判断」に当たっては、産業医をはじめとする産業保健スタッフが、あらかじめ主治医に対して職場で必要とされる業務遂行能力に関する情報の提供を行うことが望ましいとされている（平成26年9月1日厚生労働省保健局保健課事務連絡）。
- 上記4.5.8に関する事業主の証明書[注釈 8][注釈 9]
- 第108条3項の規定に該当する者については、障害厚生年金の年金証書の写し、障害厚生年金の額及びその支給開始年月を証する書類並びに障害厚生年金の直近の額を証する書類
- 第108条4項の規定に該当する者については、障害手当金の支給を証する書類
- 第108条5項の規定に該当する者については、老齢退職年金給付の年金証書又はこれに準ずる書類の写し、その額及びその支給開始年月を証する書類並びにその直近の額を証する書類
- 第108条4項に規定する合計額が同項に規定する障害手当金の額に達したことにより傷病手当金の支給を受けるべきこととなった者については、障害手当金の支給を受けた日から当該合計額が当該障害手当金の額に達するに至った日までの期間に係る上記4.に掲げる期間及びその期間に受けた報酬の日額に関する事業主の証明書及び医師又は歯科医師の意見書
- 傷病手当金の支給を始める日の属する月以前の標準報酬月額が定められている直近の継続した12か月以内の期間において、使用される事業所に変更があった場合においては、各事業所の名称、所在地及び各事業所に使用されていた期間
- 健康保険組合の合併・分割・解散があった場合において消滅した健康保険組合の権利義務を新保険者が承継した場合においては、消滅した健康保険組合の名称及び当該各健康保険組合に加入していた期間

### 船員保険傷病手当金給付の適正化について
船員保険被保険者については、船員労働の特殊性を考慮してもなお他の制度に比較して、疾病給付費に占める傷病手当金の割合及び被保険者一人当たり支給日数が著しく高い状況にある。こうしたことから、対象となる請求書の例、実施調査の重点事項及び職務不能の可否、職務上・外の認定等について、「船員保険傷病手当金給付適正化実施に当たっての留意事項」（昭和56年6月26日庁文発第一、865号）が定められている。
書類審査においては、
1. 次に掲げる請求については、請求者に傷病手当金支給請求書等を返戻のうえ完備させること。
  - 請求書の記載事項等の記入もれ、印もれ
  - 職務上又は通勤災害によるものとする請求について「職務上事故証明書」又は「通勤災害に関する届」が添付されていないもの又は添付されていても記載内容が不備なもの
2. 次に掲げる請求については、療養のため職務に就けない状況を確認するために「療養状況、日常生活状況調査表」を提出させること。
  - 閑休漁期、上架期間に係る請求
  - 50歳以上の資格喪失者
  - 請求書の「医師意見」欄の記載が簡単なもの
  - 一か月間の診療実日数が少ないもの
  - 傷病手当金支給開始後3月を経過したもの
3. 次に掲げる疾病については、慢性疾患、老人性疾患等であることにより、傷病手当金支給の法定期間満了、症状不変等の疑いがあることから過去の病歴を請求者に申告させ、同時にレセプトにより療養の給付の開始日及び療養の給付の内容並びに当該疾病による傷病手当金の給付記録を確認すること。なお、請求者の被保険者期間が他の課所の所管である場合には、必要に応じて該当課所に対して給付記録等を照会、確認すること。
  - 胃潰瘍、十二指腸潰瘍、胃炎(急性、慢性)、十二指腸炎、胃アトニー症、胃下垂、肝障害
  - 高血圧症、低血圧症、心臓弁膜症、動脈硬化症
  - 肺結核、カリエス
  - 上腕神経痛、坐骨神経痛、多発性神経炎、末梢神経の疾患
  - 関節炎、腰痛、四十肩、五十肩、椎間板ヘルニア、脊椎辷り症、変形性脊椎症、椎管内障
  - 糖尿病
  - 歯科疾患、耳鼻疾患

書類審査により疑義の生じたものについては文書照会による再確認を行うほか、必要に応じて実地調査をすること。特に、次に掲げる請求については、実地調査を強化すること。
1. 疾病名、症状から判断して比較的軽症と思われるもの
2. 診療実日数が少なく、医師の意見から判断して職務不能とした根拠に疑義があるもの
3. 臨床的に比較的軽症と思われるもので、漫然と治療を受けていると思われるもの
4. 書類審査の3.に掲げる疾病のもの
5. 50歳以上の資格喪失者のもの
6. 発病又は負傷から下船、初診年月日までの間に相当の期間のあるもの
7. 傷病手当金の支給開始日から3か月以上たっているもの
8. 以前にも同一疾病で傷病手当金の支給を受けているもの
9. 職務上外に疑義のあるもの
10. 特定の医療機関、地域又は船舶所有者に集中しているもの
  - 医師証明が特定の医療機関に集中しているものについては、医療係と連携をとり、必要な措置をとること。他県の医療機関についても、当該県の医療係に通告すること。
11. 入院中のもので、次に掲げるもの
  - 特定の医療期間に集中しているもの
  - 病名、症状からみて入院について疑義があるもの
  - 退院日から一週間以内に再乗船又は資格を取得しているもの
  - レセプト上外泊日数又は食事無の回数の多いもの

## 時効
他の健康保険法上の給付と同様、傷病手当金を受ける権利は、2年を経過したときは時効により消滅する（第193条）。時効の起算日は、「労務不能であった日ごとにその翌日」である（昭和30年9月7日保険発199号の2）。

## 歴史
1883年、ドイツのビスマルク内閣のもとで疾病保険法が成立、最低賃金の半額を最高13週まで傷病手当金として給付するとされた。疾病や負傷による休業手当を主とするものを疾病保険、医療費保障を主とするものを健康保険というが、日本ではこの2つをまとめて健康保険として取り扱ってきた。その端緒は大正2年（1913年）に成立するも、関東大震災による混乱などで、ようやく昭和2年（1927年）になって施行された健康保険法である。当初、支給期間は最長180日とされ、労災保険制度が未整備であったため、労災による休業も対象範囲となった。
平成18年（2006年）の健康保険法一部改正により、その第45条で「標準報酬月額の30分の1相当額の6割」とされていた傷病手当金の支給額が「標準報酬月額の30分の1相当額の3分の2」とされた。また、第55条の2では被保険者の資格喪失後も継続して給付を受けられるとされていたが、改正法第104条で1年以上の継続加入が必要とされるようになった。任意継続被保険者については継続して給付を受けている場合を除いては、任意継続被保険者と言う要件のみでの傷病手当金の給付は行われなくなった。但し、前述の退職後の給付資格がある場合は別段となる。また生活保障のために支給する意味合いから、受給中に標準報酬月額が減額改定されても、傷病手当金の支給額を減額することはしない扱いとなっていた（昭和26年6月4日保文発1821号）。
平成28年4月1日より、支給額が見直され、現行の規定となる。休業直前に標準報酬月額を増額改定し不当に高額の傷病手当金を請求する事例が横行していたため、それを防ぐ狙いがある。改正日をまたいで傷病手当金を受給している場合、改正日前は従前の計算方法、改正日以降は改正後の計算方法で受給日額が決定される。
制度の周知も重要な課題である。東京都の調査ではがん患者のうち高額療養費制度を利用した人は79.4%であったが、傷病手当金制度を利用した人は31.5%に留まり、傷病手当金制度を「知らなかったので利用せず」が 39.5%にのぼった。